# Liste des rues commerçantes les plus chères d'Europe
 (avril 2013).
.
Cet article décrit une liste des rues commerçantes les plus chères d'Europe, soit celles dont le prix au mètre carré des immeubles qui les bordent est le plus élevé.

## Description

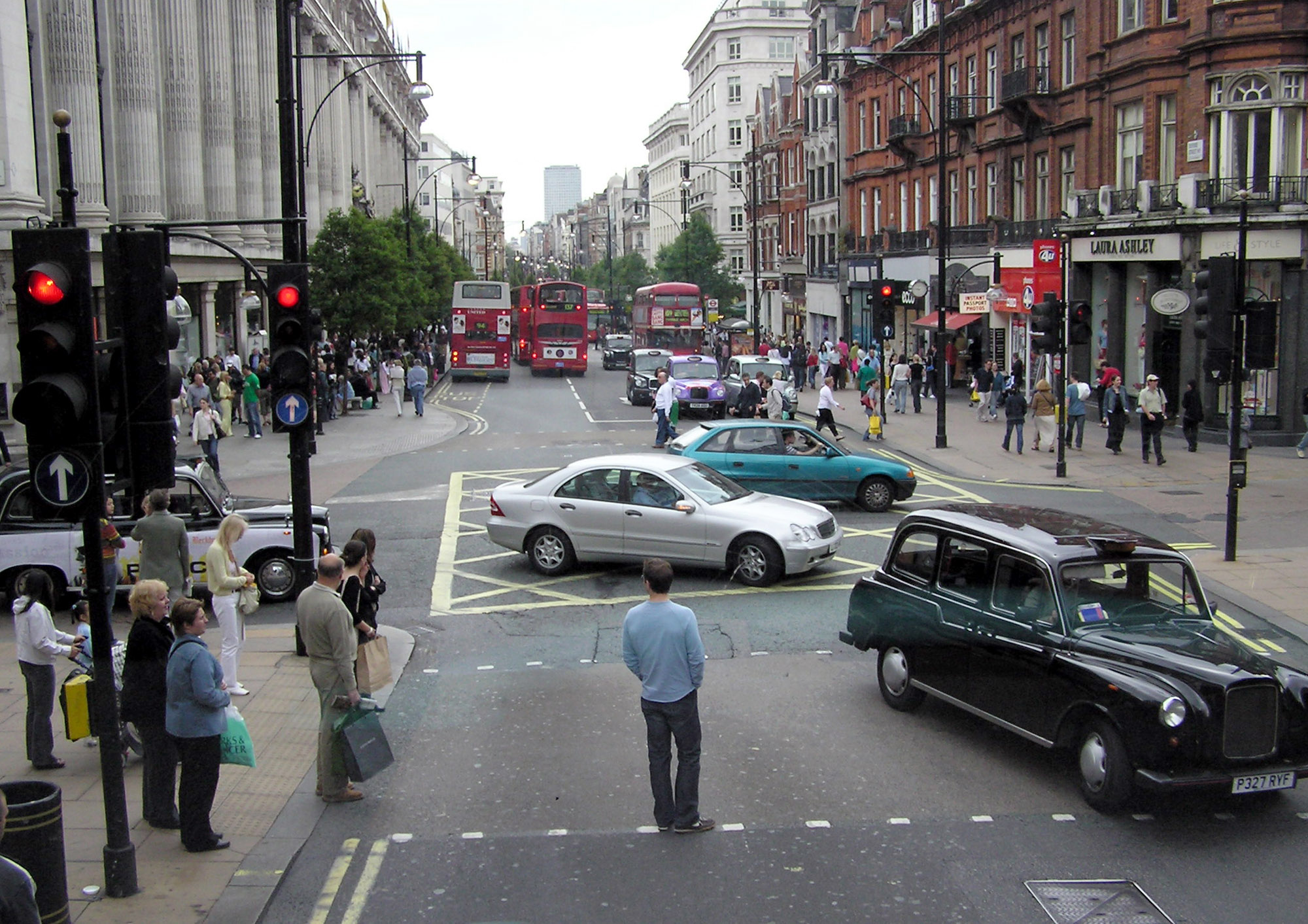
Oxford Street, Londres.

La rue commerçante la plus chère d'Europe est l'avenue des Champs-Élysées, qui est connue dans le monde entier et servant de modèle à d'autres rues à l'instar de la rue Tverskaïa (Тверская улица), surnommée « les Champs-Elysées de Moscou ».
Dans l'ensemble, les rues commerçantes les plus chères d'Europe sont  situées à Paris, Londres et Moscou. Ces villes ont toujours été le foyer des rues les plus chères en Europe. Moscou n'a pas toujours été un foyer pour le luxe, surtout sous le régime soviétique, mais est de nos jours un major mondial dans ce secteur. Monaco, le pays du luxe, a toujours été une destination prisée et chère. L'avenue des Beaux-Arts, située au cœur de Monte-Carlo, contient de nombreuses boutiques de luxe comme Gucci et Louis Vuitton.
Si le critère "présence de commerces" n'est pas pris en compte, le classement diffère. De plus, les prix au m2 fluctuent différemment suivant les villes, de sorte que le classement n'est valable que pour une année donnée.

## Liste

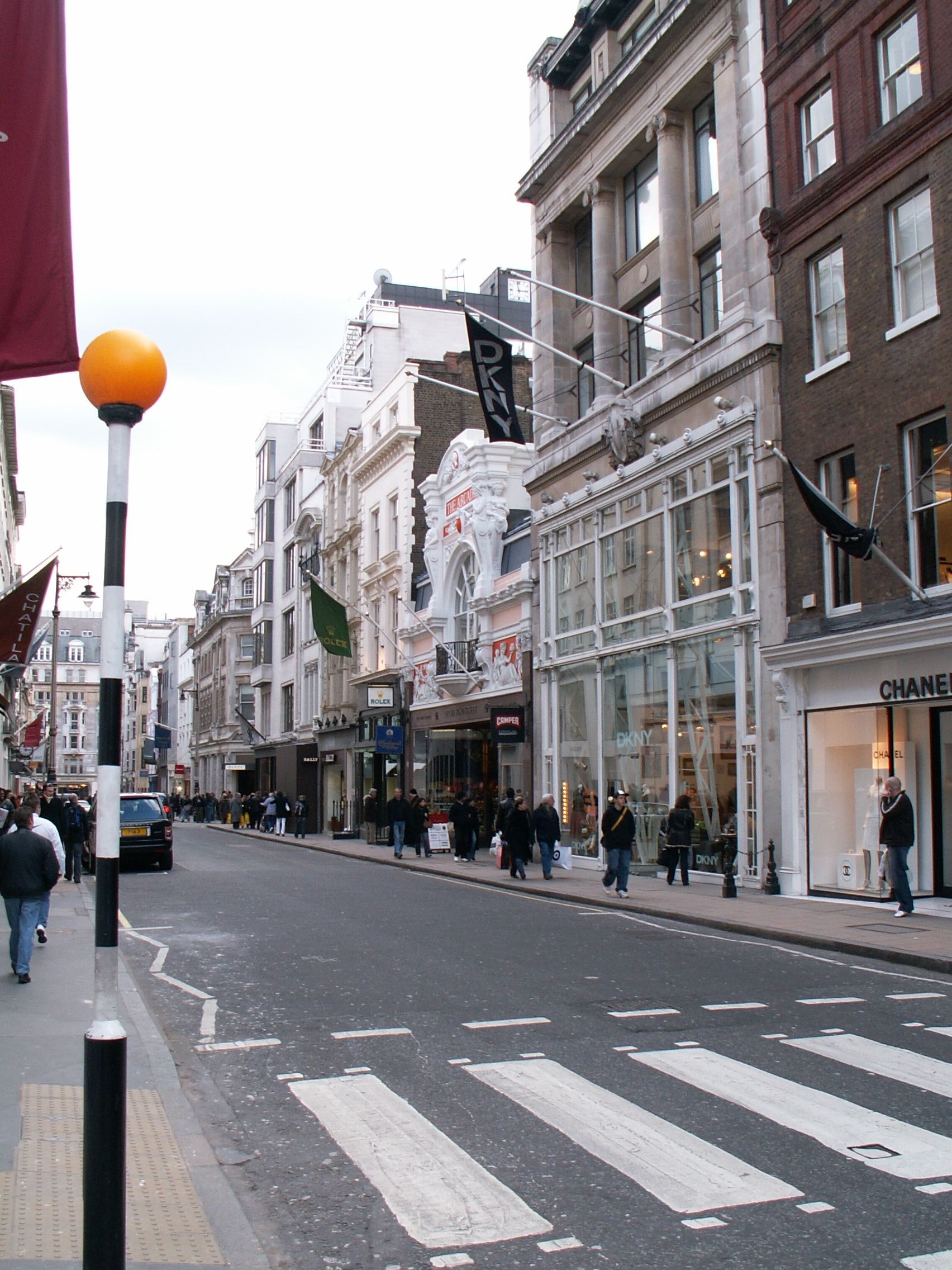
Bond Street, Londres.

Ci-dessous la liste des rues commerçantes dont le prix au mètre carré est le plus élevé, par ordre décroissant: Beaucoup d'entre elles sont remplies de magasins huppés mais pas toutes. Par exemple Oxford Street (n°2) est la plus grande rue commerçante de Londres, mais Bond Street (n°10) et Sloane Street (n°14) sont de loin beaucoup plus prisées et huppées. De la même façon, la rue du Faubourg-Saint-Honoré à Paris est considérée comme étant la rue la plus à la mode du monde, bien qu'elle soit éclipsée par la plus célèbre avenue des Champs-Élysées.
1. Via Montenapoleone, Milan[2]
2. Bond Street, Londres[3]
3. Calle De Serrano, Madrid
4. Avenue des Champs-Élysées, Paris
5. Jungfernstieg, Hambourg
6. Avenida da Liberdade, Lisbonne
7. P.C. Hoofstraat Avenue, Amsterdam
8. Tverskaïa Ulitsa, Moscou
9. Avenue des Beaux-Arts, Monaco
10. Rue du Faubourg-Saint-Honoré, Paris
11. Boulevard Haussmann, Paris
12. Grafton Street, Dublin
13. Sloane Street, Londres
14. Kaufingerstrasse, Munich